# Hoffmannseggia erecta
Hoffmannseggia erecta är en ärtväxtart som beskrevs av Rodolfo Amando Philippi. Hoffmannseggia erecta ingår i släktet Hoffmannseggia och familjen ärtväxter. Inga underarter finns listade i Catalogue of Life.